# Karl August af Sachsen-Weimar-Eisenach (1912-1988)
Karl August af Sachsen-Weimar-Eisenach (tysk: Karl-August Wilhelm Ernst Friedrich Georg Johann Albrecht von Sachsen-Weimar-Eisenach) (født 28. juli 1912 på Slottet Wilhelmsthal i den nuværende Wartburgkreis, død 14. oktober 1988 i Schienen ved Bodensøen) var den sidste tronfølger (arvestorhertug) af Storhertugdømmet Sachsen (Sachsen-Weimar-Eisenach) i 1912–1918.
Fra 1901 til 1918 var Karl August’s far den sidste storhertug af Sachsen. Efter faderens død i 1923 blev Karl August overhoved for både linjen Sachsen-Weimar-Eisenach og for det samlede fyrstehus Wettin.

## Efterkommere
Karl August fik én søn, to døtre og én sønnedatter. I 1988 blev sønnen (Michael-Benedikt af Sachsen-Weimar-Eisenach, født 1946) overhoved for slægten.

## Den saliske lov
Den saliske lov gælder i Huset Sachsen-Weimar. Derfor har Karl August’s døtre og sønnedatter ikke arveret til posten som overhoved for slægten. De nærmeste arvinger tilhører en anden linje. Indtil 2018 var det Wilhelm Ernst Prinz von Sachsen-Weimar-Eisenach (født 1946) og Wilhelm Ernst’s søn Georg Constantin (1977–2018).